# گیل کاریگر
گیل کاریگر (انگلیسی: Gail Carriger؛ زادهٔ ۴ مهٔ ۱۹۷۶) نویسنده اهل ایالات متحده آمریکا است.